# Rhynchosia meeboldii
Rhynchosia meeboldii är en ärtväxtart som beskrevs av P.Satyanar. och Krishnamurthy Thothathri. Rhynchosia meeboldii ingår i släktet Rhynchosia och familjen ärtväxter. Inga underarter finns listade i Catalogue of Life.